# 滇楸
滇楸（学名：Catalpa fargesii f. duclouxii）为紫葳科梓属灰楸下的一个变型。

## 扩展阅读
- 維基物種上的相關：滇楸